# 阿德里安·莫拉
阿德里安·莫拉（西班牙語：Adrián Mora，1997年8月15日—），墨西哥男子足球运动员，司职后卫。他曾代表墨西哥国奥队参加2020年夏季奥林匹克运动会足球比赛，获得一枚铜牌。